# Île Kawau
L'Île Kawau (Kawau Island) est une île de Nouvelle-Zélande.

## Situation
L'île de Kawau est une île du golfe de Hauraki, située tout près de la côte nord-est de l'Île du Nord de la Nouvelle-Zélande. Au niveau de sa pointe la plus proche, elle est à 1,4 km au large de la côte de la péninsule de Northland, juste au sud de la  péninsule de Tawharanui (en), et à environ 8 km par voie d'eau du quai de 'Sandspit' et de l'abri de 'Kawau Bay' vers le nord-est de la ville de Warkworth.

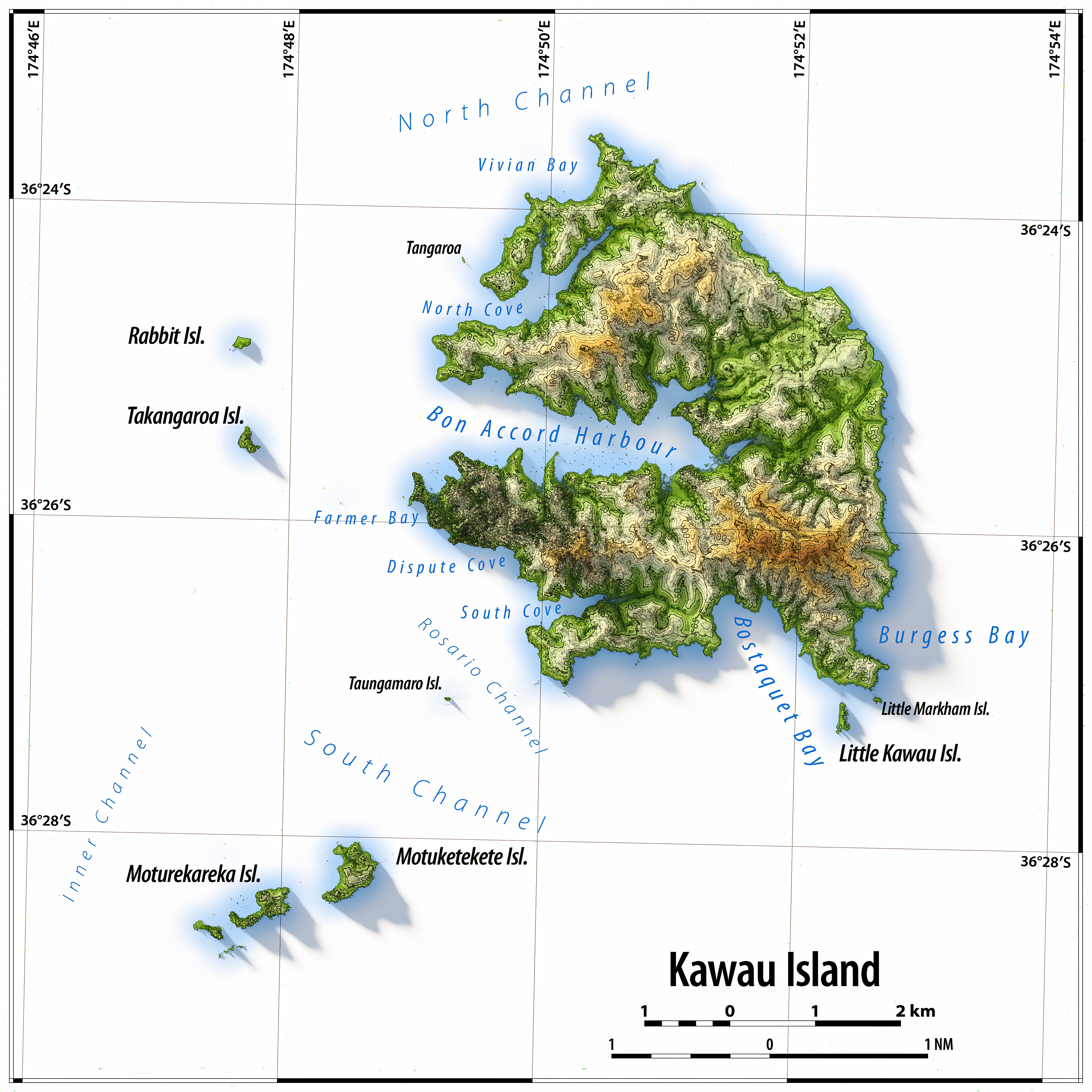
Carte topographique de Kawau Island

Elle est localisée à 40 km au nord d'Auckland.
La maison Mansion (en), qui est située dans le 'Kawau Island Historic Reserve', est une attraction historique importante pour le tourisme.
Pratiquement chaque propriété située sur l'île a un accès direct à la mer. Il y a seulement 2 courts segment de routes desservant le village au niveau de la baie de l'école 'Schoolhouse Bay' et de 'South Cove', et la plupart des habitants ont un ponton privé pour l'accès à leur porte d'entrée.

## Gouvernance
Elle fait partie du district de Rodney.

## Toponymie
L'île est dénommée d'après le mot en langue māori pour l'oiseau nommé « cormoran ».

## Accès
Un service de ferry régulier fonctionne en direction de l'île à partir du quai de 'Sandspit Wharf' sur la terre principale, ainsi qu'un service de taxi aquatique.

## Géographie
L’île est étendue sur 8 km par 5 km sur ses plus grands axes et elle est aussi coupée par une longue crique pénétrant dans les terres au niveau du mouillage de 'Bon Accord Harbour', qui est géologiquement une "vallée inondée". Le caractère abrité de la baie en fait un lieu d'arrêt favori des yachts depuis plus d'un siècle.

## Histoire

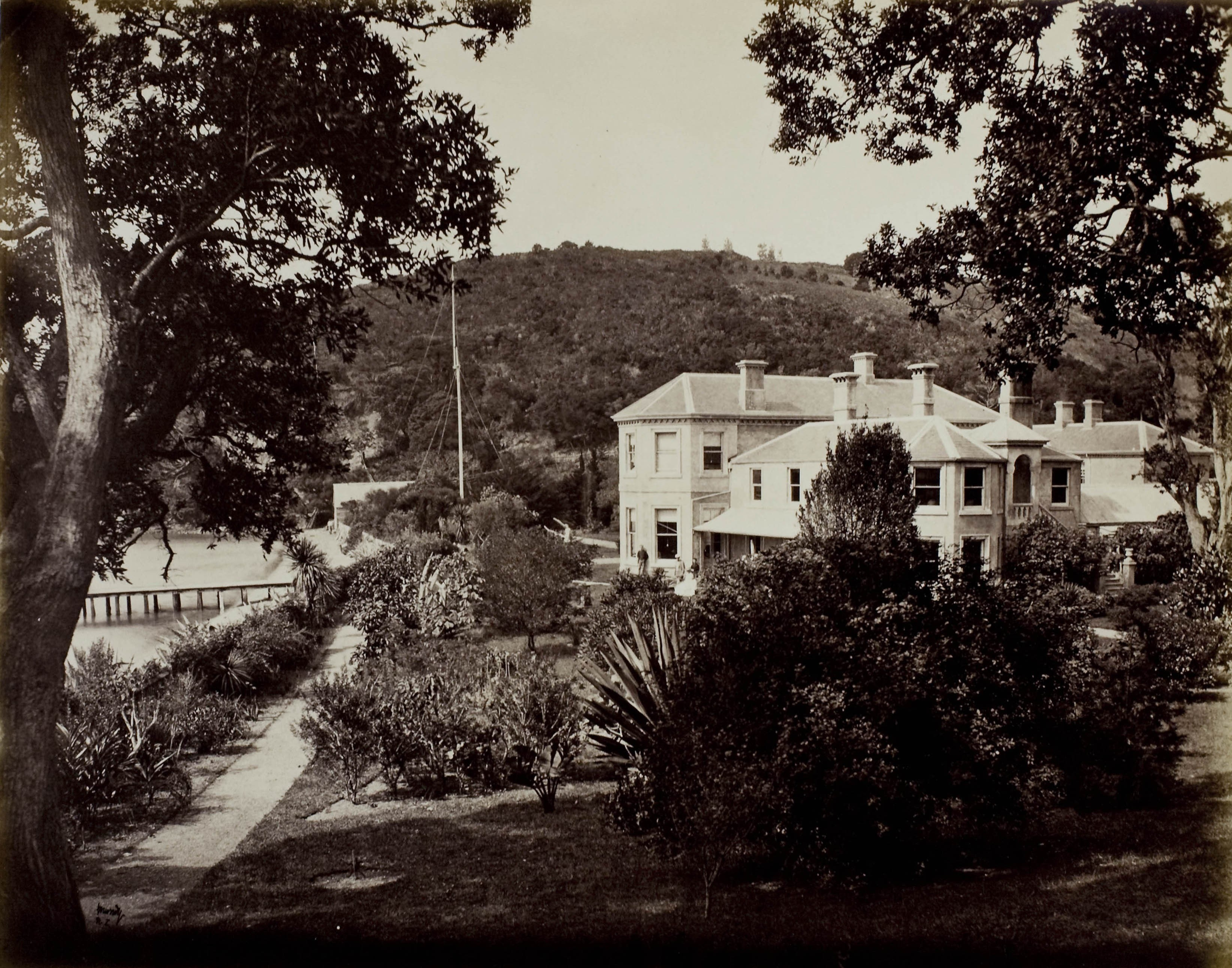
Vue de la maison Mansion et de son jardin (vers 1870)

L'île de Kawau, bien que ne comportant que très peu de terre arable, était très appréciée des Māoris pour son merveilleux environnement aquatique, d'où des combats fréquents sur l'île durant le XVIIe siècle
Après sa découverte en 1842, du cuivre fut extrait au niveau d'une mine située sur l'île, dès les premières années de son appartenance aux Européens. Avec la main d'œuvre des mineurs et leurs familles importés du pays de Galles et de la Cornouaille, le village de mineurs atteint finalement un maximum de 300 habitants avant que des problèmes de ravitaillement par bateau et d'inondation de la mine (malgré la construction d'une station de pompage) oblige à fermer la mine en 1855.
Entre 1844 et 1845, l'île a produit environ 7 000 livres de cuivre, ce qui était le tiers des exportations du port d'Auckland pour cette année-là.
L'île fut rachetée quelques années plus tard par Sir George Grey, Gouverneur général de Nouvelle-Zélande, en 1862 pour en faire sa retraite privée. Grey agrandit la maison initiale du directeur de la mine, qui avait été construite en 1845, pour créer la maison Mansion (en), qui existe toujours en place, et aménagea les terrains alentour en un véritable parc botanique et zoologique, en important de nombreuses plantes et des animaux. La maison changea de mains plusieurs fois après le passage de Grey, et vieillit progressivement, mais fut restaurée et remise en état telle que dans la période où le Gouverneur Grey l'habitait et est maintenant une propriété publique dans le cadre de l'Kawau Island Historic Reserve', administrée par le New Zealand Department of Conservation. La réserve est un terrain public, qui couvre environ 10 % de l'île et comprend l'ancienne mine de cuivre, dont on pense qu'il s'agit du premier site d'extraction minière souterraine de métal de la Nouvelle-Zélande datant de 1844,,. Les ruines du bâtiment de la station de pompage de la mine sont enregistrées en Catégorie I des structures du patrimoine
.

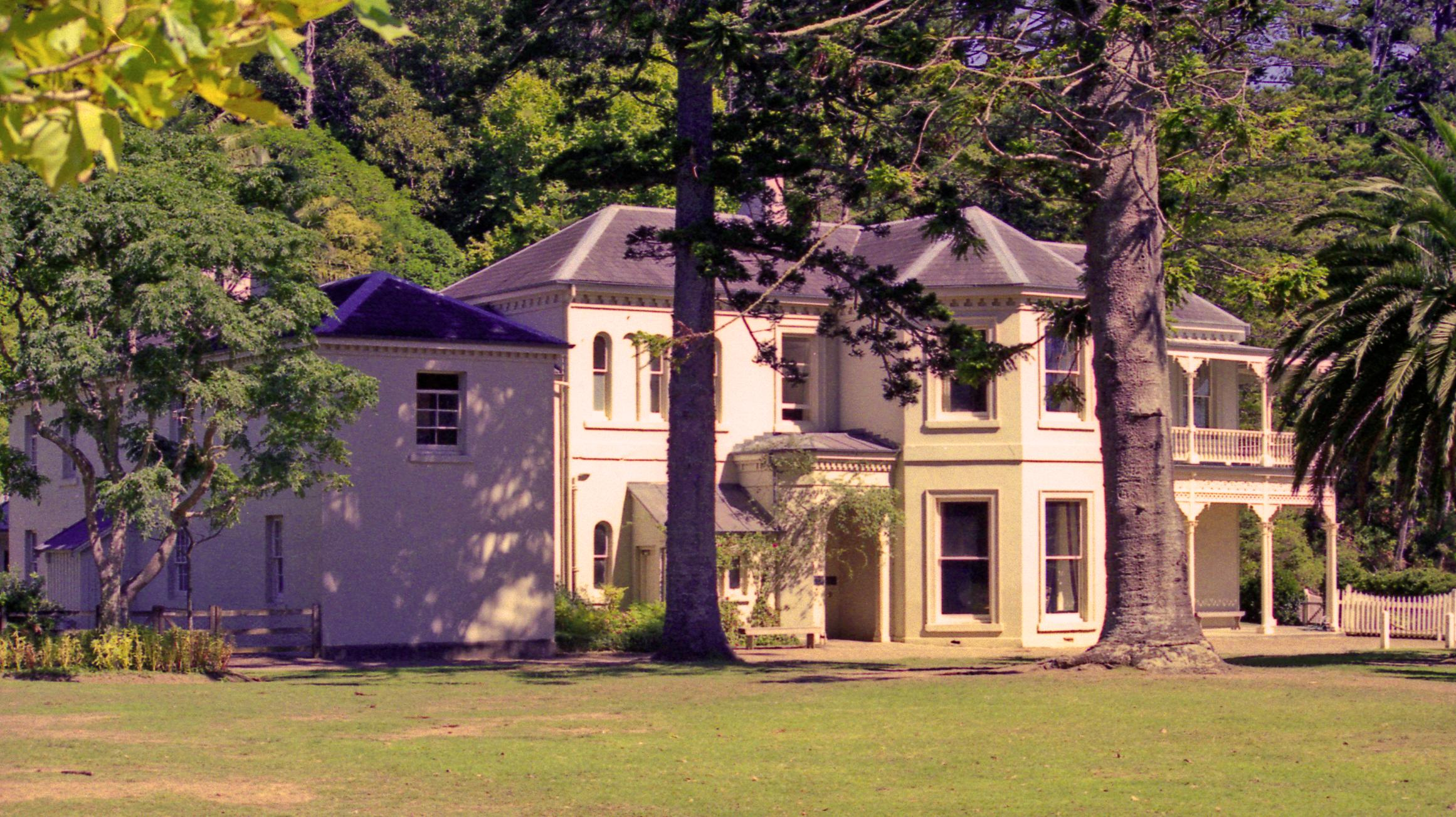
Vue de la maison 'Mansion' en juillet 2006

L'île est le domaine des kiwi mais aussi des ²⁄₃ de la population des weka de l'Île du Nord.
Parmi les animaux que Grey a introduits, il y avait 5 espèces différentes de wallabies. 3 des cinq espèces de wallabies introduits persistent et font des ravages considérables à la végétation native. Cela a altéré l'habitat pour ces oiseaux, qui ne volent pas et d'autres éléments de la faune native. Les wallabies détruisent toutes les pousses émergentes, ce qui signifie que tous les arbres natifs actuellement présents sont la dernière génération. Les espèces du sous-bois habituel de la forêt sont absentes du fait du broutage des wallabies et dans de nombreux endroits le sol est mis à nu. Les opossums ou Common brushtail possum, aussi introduits par Grey, détruisent les arbres matures natifs. Le résultat a été une perte considérable de la biodiversité, avec le nombre des oiseaux chutant du fait de la perte à la fois de l'apport alimentaire et de l'habitat usuel. Même l'environnement marin tout au tour est sévèrement compromis par le sel apporté à partir de la terre de la berge par l'eau de pluie.
L'introduction des wallabys par Grey a eu toutefois des effets bénéfiques mineurs et indirects au début des années 2000, quand des espèces provenant de l'île ont été introduites en Australie au niveau du
Parc National d'Innes (en) pour améliorer la diversité génétique du cheptel

### Pohutukawa Trust New Zealand
'Pohutukawa Trust New Zealand' fut fondée en 1992 par 'Ray Weaver' et d'autres propriétaires terriens privés, qui possèdent 90 % de l'île, "pour réhabiliter la flore native et la faune originelle de l'île de Kawau". Jusque-là, il était considéré sans espoir de pouvoir inverser les dommages écologiques considérables causés par l'introduction d'animaux et de plantes d'espèces exotiques, et l'île de Kawau était dite avoir une importance historique plutôt que botanique. Le Trust est une organisation de charité enregistrée et fonctionne de façon continue depuis sa fondation en 1992. La direction du 'Pohutukawa Trust' fut tenue jusqu'à son décès en 2015 par 'Ray Weaver', et est maintenant dirigée par son frère Carl.
Le projet du Trust est d'éradiquer tous les animaux introduits et considérés comme des nuisances, comprenant les ' wallabies' et les 'possums', d'éradiquer certaines espèces de plantes envahissantes et de contrôler les autres, afin de permettre une utilisation satisfaisante des terres dans le cadre d'un équilibre écologique restauré de la flore et de la faune native. Le programme à venir est financé par des donations et des sponsors. Le nombre des possums a déjà été grandement réduit et reste à un nombre faible depuis l'année 1985 à travers un contrôle strict, sauvant ainsi les arbres de type Metrosideros excelsa ou pohutukawa de la côte, une icône de la Nouvelle-Zélande. La réponse au travail sur le contrôle des pestes a permis une augmentation du nombre des oiseaux natifs, comprenant l'augmentation du nombre des kiwis appelés : Sarcelle de Nouvelle-Zélande ou brown teal, Nestor superbe ou 'New Zealand kaka', Carpophage de Nouvelle-Zélande ou kereru, et Méliphage carillonneur ou bellbirds.
Après avoir assisté à la capture de tous les rares 'brushtail rock wallabies', qui pouvaient économiquement être récupérés dans les terrains privés pour être relocalisés dans un programme de reproduction en captivité, établi par la 'Waterfall Springs Conservation Association' à Wahroonga (en) en Australie, le 'Pohutukawa Trust New Zealand' éradique maintenant à la main les wallabies restants sur l'île, pour permettre la restauration écologique (principalement par une régénération naturelle). Un inventaire des plantes indigènes restantes et des fragments de forêt de l'île fut réalisé en 1996 et est progressivement augmenté pour définir les ressources restantes toujours valables pour la restauration de l'écosystème et plusieurs espèces de plantes indigènes rares ont été découvertes pendant ce processus.

## Autres Lectures
- Russell, Roslyn, « His island home : Sir George Grey's development of Kawau Island », National Library of Australia News, vol. XII, no 1,‎ octobre 2001, p. 3–6 (lire en ligne [archive du 20 janvier 2012], consulté le 28 novembre 2016)